# إنديانابوليس 500 سنة 2008
سباق إنديانا بوليس -500 ميل 2008 أقيم في حلبة إنديانابوليس موتور سبيدواي في 25 مايو 2008 وفاز في السباق سكوت ديكسون من فريق فريق غاناسي بمتوسط سرعة 143.567 ميل/س (231 كم/س). وكان هو أول المنطلقين بسرعة 226.366 ميل/س (364 كم/س).